# أسرار الصلاة
أسرار الصلاة والفرق والموازنة بين ذوق الصلاة والسماع هو رسالة مستقلة بذاتها وليس مُستلة من أحد كتب ابن القيم وقد ألفها للمقارنة بين ذوق السماع وذوق الصلاة والقرآن بمعنى المقارنة بين اللذة الحقيقة والأنس والسرور والحبور في الصلاة وقراءة القرآن، وبين اللذة الوهمية في سماع الغناء وآلات المعازف والطرب واللهو المحرم، وأن كلا منهم مباين للآخر من كل وجه.

## توثيق الرسالة
برهن المحقق على نسبة الرسالة إلى مؤلفها ابن القيم وكونها ليست جزءاً من كتاب آخر من خلال الاعتماد على ثلاث نسخ خطية (عراقية - مصرية - سعودية) منها مخطوطة مجدي السيد وإحالة ابن القيم إلى كتابه زاد المعاد حيث قال: «... كَمَا ذَكَرْنَاهُ فِي هَدْيِهِ ﷺ» وإلى كتاب مدارج السالكين الذي سماه مراحل السائرين بين منازل إياك نعبد وإياك نستعين.

## وصلات خارجية
- تحميل كتاب أسرار الصلاة من موقع طريق الإسلام (طبعة دار المسلم)
- طبعة دار ابن حزم (الطبعة الأولى)